# Вихід (гора)
Ви́хід — гора Українських Карпатах, між масивами Чорногорою та Мармаросами. Розташована на межі Івано-Франківської та Закарпатської областей, на захід від села Зелене (Верховинський район) і на південний схід від села Луги (Рахівський район).
Висота 1471,4 м (за іншими даними — 1474,9 м). Гора розташована на хребті, який простягається від гори Піп Іван (масив Чорногора) до гори Стіг (Мармароський масив). Вершина гори незаліснена, схили круті (крім північно-східного).
Вздовж лінії хребта, на якому розташована гора Вихід, проходить вододіл між басейнами річок Тиси та Черемошу (притока Пруту).